# Golpe de Estado de mayo de 1926
El golpe de Estado de mayo de 1926 (llamado simplemente «Golpe de Mayo» o en polaco: Przewrót majowy) fue un golpe de Estado ejecutado exitosamente en la Segunda República Polaca por el mariscal Józef Piłsudski, anterior jefe del Estado (1918-1922) entre el 12 y el 14 de mayo de 1926. El golpe derrocó al presidente Stanisław Wojciechowski y al primer ministro Wincenty Witos; este último fue reemplazado por el académico Kazimierz Bartel, partidario de Piłsudski. Este contó con unidades fieles a su persona y con el respaldo de las fuerzas políticas de centroizquierda para arrebatar el poder al Gobierno de centroderecha surgido de las elecciones de noviembre de 1922.
Este golpe inició en Polonia el periodo del régimen denominado Sanacja, dominado plenamente por la influencia y carisma del mariscal Piłsudski. Aunque al comienzo se le ofreció a este ser presidente de Polonia, declinó el cargo y pidió que se eligiera en su lugar al académico Ignacy Mościcki, otro de sus seguidores. No obstante, desde 1926 hasta su muerte en 1935, Piłsudski fue el gobernante de facto de Polonia gracias a su prestigio como jefe político y militar, de modo semejante a un dictador.

## Antecedentes

### Crisis militar
Piłsudski, anterior jefe del Estado tras la independencia en 1918, se consideraba a sí mismo el padre del Ejército polaco y el primer soldado de la nación. Opinaba que sus puntos de vista debían aplicarse en lo referente al Ejército, incluso durante su retiro del servicio activo. Durante su periodo como jefe del Estado, no permitió el nombramiento de un ministro de Defensa en los primeros gabinetes, deseoso de controlar personalmente el Ejército. Desde el verano de 1920 hasta la formación del primer Gobierno de centroderecha de Wincenty Witos en la primavera de 1923, el ministro de Defensa había sido un amigo cercano del mariscal, Kazimierz Sosnkowski. Desde diciembre de 1922, Piłsudski era además jefe del Estado Mayor. En enero de 1921, había creado además una estructura de control militar que relegaba a un segundo plano al ministro de Defensa y limitaba el control civil del Ejército. Deseaba que este quedase alejado de las luchas partidistas en el sistema parlamentario que concentraba el poder político en Polonia.
El Ejército se encontraba en efecto en una situación confusa, con una cadena de mando y una subordinación al poder civil poco definidas. En parte ello se debía al origen de los oficiales, parte de los cuales provenían de la Primera Brigada de la Legión Polaca, mandada por Piłsudski durante la Primera Guerra Mundial, y que le eran especialmente fieles. Otros provenían de la Segunda Brigada y favorecían al rival de Piłsudski, Władysław Sikorski. Un tercer grupo provenía de la oficialidad del antiguo Ejército austrohúngaro, con el que los antiguos legionarios mantenían una perpetua rivalidad. Los oficiales de origen «ruso», aunque generalmente alejados de la política, tendían a favorecer al mariscal.
El anterior control sobre las Fuerzas Armadas por parte del mariscal se debilitó con la llegada al poder del primer Consejo de Ministros de centroderecha en la primavera de 1923. El 30 de mayo de 1923, renunció a sus cargos y se retiró, opuesto a colaborar con el nuevo Gobierno. Rechazando una pensión gubernamental, se dedicó a dar conferencias y a escribir, a menudo con gran polémica política.
El Gobierno comenzó a reorganizar la estructura militar heredada del mariscal y apareció una campaña de los conservadores para empañar su imagen. Por su parte, Piłsudski comenzó una vigorosa campaña contra los cambios en el Ejército que, si bien parecían asegurar por fin el control civil sobre el mismo, también lo podían convertir en parte de las disputas políticas habituales en la época.
Tras la caída del gabinete, uno nuevo formado el 19 de diciembre trató de llegar a un compromiso entre los deseos del mariscal y los de los partidos de derecha de los que dependía sobre la estructura de mando de las Fuerzas Armadas, sin lograrlo. El nombramiento de Sikorski como ministro de Defensa y el intento de este de reformar nuevamente el Ejército empeoraron las tensas relaciones entre los dos militares.
En 1925 continuó la disputa sobre la forma del Ejército: mientras el prestigio del mariscal era tal que el Parlamento no se atrevía a aprobar una reforma contra sus deseos, el poder parlamentario de la derecha aseguraba que no se aprobase una estructura a su elección.

### Crisis política

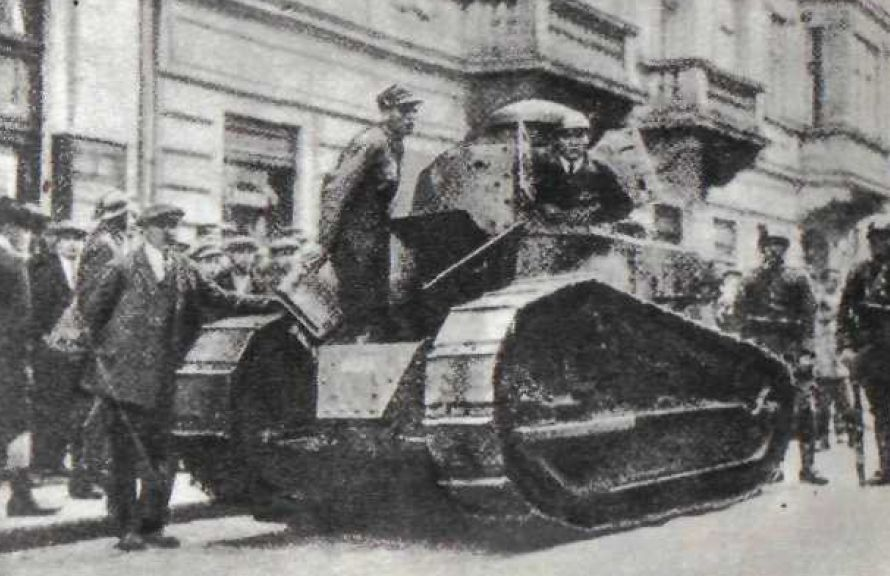
Tanque aparcado en una de las calles de Varsovia.

En noviembre de 1925, el Gobierno del primer ministro polaco Władysław Grabski perdió la confianza del Sejm (Parlamento polaco, 13 de noviembre de 1925) y lo reemplazó otro presidido por Aleksander Skrzyński (20 de noviembre de 1925), apoyado por los nacional-demócratas, socialistas y otros partidos, en amplia coalición. No obstante, cuando los socialistas le retiraron su apoyo (7 de febrero de 1926) por la disputa sobre el Ejército, este gabinete cayó (5 de mayo de 1926) y fue sustituido por uno nuevo dirigido por Wincenty Witos como primer ministro. Este nuevo Gobierno se hizo aún menos popular que sus tres predecesores y sufrió la desaprobación del influyente mariscal Józef Piłsudski, que condenó la designación y deposición de gabinetes por el Sejm como «caóticos y dañinos», dando indicios de ser partidario de un golpe de Estado. La necesidad de amplias mayorías para disolver el Parlamento, el gran número de partidos políticos con tendencias a las escisiones, la proliferación de inestables coaliciones de gobierno y la falta de poderes del presidente habían dado como consecuencia una crisis política continua; el gabinete que Piłsudski iba a derrocar era el decimocuarto desde 1918, sin contar las reorganizaciones internas.
En noviembre, tras la dimisión de Grabski, Piłsudski había visitado al presidente Wojciechowski, advirtiéndole de que no admitiría más interferencias con el Ejército, confesando el presidente su impotencia ante la crisis política y económica, que se había agudizado. El día siguiente, una gran cantidad de oficiales visitaron en su casa al mariscal, le ofrecieron su apoyo y requirieron su vuelta a la política. A esta invitación a llevar a cabo un golpe de Estado el mariscal respondió ambiguamente.
Sikorski, furioso por lo que consideró una infracción de la disciplina y temeroso de un golpe, realizó cambios en los mandos de las unidades militares. El nuevo Gobierno de Skrzyński, sin embargo, destituyó a Sikorski y nombró un ministro de Defensa muy cercano al mariscal. El jefe del Estado Mayor, Stanisław Haller, hostil a Piłsudski, dimitió en protesta y le sustituyó un partidario de este, poniéndose a preparar inmediatamente el golpe.
En febrero el gabinete, muy dividido, se había negado a aceptar las exigencias sobre el Ejército de Piłsudski, había perdido el apoyo de los socialistas, partidarios del regreso del mariscal y se habían roto las conversaciones con este. El mariscal mantuvo la presión sobre el Gobierno, dando conferencias y publicando artículos. El 21 de marzo de 1926, una de sus conferencias se convirtió en una manifestación de apoyo masivo.
Junto a la crisis interna, Polonia había estado librando una guerra de aranceles con la Alemania de Weimar desde junio de 1925. La opinión pública polaca estaba además inquieta por los Tratados de Locarno celebrados el 16 de octubre de 1925, en los que los países vencedores de la Primera Guerra Mundial y los nuevos Estados de Europa Oriental buscaban asegurar sus ganancias territoriales a cambio de normalizar relaciones con Alemania. El 24 de abril de 1926, Alemania y la URSS firmaron el Tratado de Berlín, que reafirmaba su entendimiento surgido en Rapallo y aumentó la sensación de aislamiento en Polonia. La peligrosa situación internacional, la acuciante crisis económica y la continua crisis política hizo que parte de la opinión pública culpase al sistema parlamentario de la situación y viese favorablemente el regreso del mariscal.
El 4 de mayo de 1926, el Gobierno finalmente accedió a las exigencias del mariscal sobre las Fuerzas Armadas pero, debilitado por las sucesivas dimisiones socialistas por desacuerdos fiscales, cayó al día siguiente.

### Rivalidad entre el mariscal y los conservadores
A la crisis puntual se unía la larga rivalidad entre la derecha polaca, que controlaba el Parlamento y había sido clave en la redacción de una Constitución parlamentarista para evitar un sistema presidencial que pudiese favorecer a Piłsudski, y este. La derecha odiaba al mariscal como antiguo socialista, colaborador de Alemania frente a Rusia durante la guerra, partidario del federalismo y supuesto paladín de las minorías nacionales en el país. Piłsudski se había negado a participar como candidato a la presidencia —que se había convertido en un cargo prácticamente honorífico por designio de la derecha— en diciembre de 1922, pero su candidato fue elegido finalmente, gracias al respaldo del centroizquierda y las minorías. Una semana después, el asesinato del presidente Gabriel Narutowicz por un joven fanático de derechas ahondó la rivalidad política y la hostilidad de Piłsudski hacia los conservadores, a los que acusaba de ser los artífices morales del asesinato. El asesino, posteriormente ejecutado y cuya tumba se convirtió en lugar de peregrinación para la derecha, había declarado que su objetivo original era el mariscal.

## Golpe de Estado
El 10 de mayo de 1926, se instaló el Gobierno de Wincenty Witos, pequeño terrateniente que ya había encabezado el Consejo de Ministros dos veces. El mismo día, el mariscal Józef Piłsudski, dio una entrevista de prensa escrita en la que habló de «luchar contra el mal» de la «Sejmocracia» y de «restablecer la salud del país», y prometió «sanar» la vida política de Polonia. Ante estas declaraciones, el Gobierno dio orden de confiscar el periódico donde se publicaron las palabras del mariscal. En la noche del 11 al 12 de mayo, se declaró la alerta en la guarnición militar de Varsovia y algunas columnas de tropas marcharon a Rembertów, localidad de residencia de Piłsudski, para asegurarle su lealtad. El 12 de mayo, estas tropas marcharon de vuelta a Varsovia y tomaron puentes sobre el río Vístula, mientras el primer ministro Wincenty Witos declaraba el estado de emergencia.

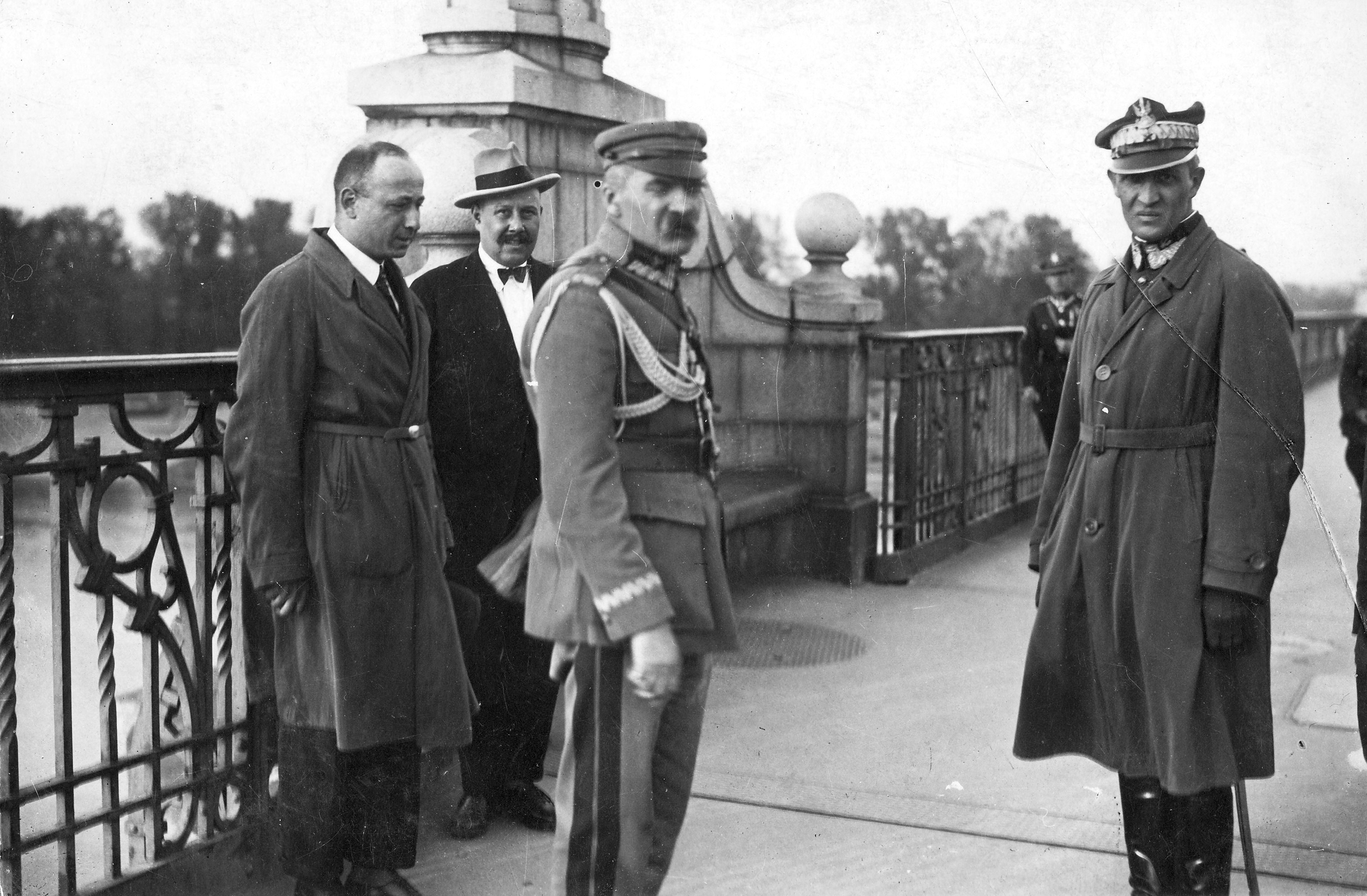
Piłsudski (al centro) en el puente Poniatowski de Varsovia el durante su golpe de Estado.

En la tarde del 12 de mayo, el mariscal Piłsudski se encontró con el presidente Stanisław Wojciechowski en el puente Poniatowski, tomado por tropas rebeldes, para pedirle la dimisión de Witos y su Gobierno, mientras el presidente solicitó por su parte a Piłsudski que se rindiese a las autoridades. Al no haber acuerdo, empezaron los combates al anochecer.
Al día siguiente, siguieron las negociaciones, auspiciadas por el arzobispo Aleksander Kakowski y el presidente del Sejm, Maciej Rataj, sin resultados. No obstante, el 14 de mayo, los socialistas polacos apoyaron la revuelta y llamaron a una huelga general de ferrocarriles que paralizó las comunicaciones en Varsovia e impidió que el Gobierno pudiera solicitar refuerzos a otras guarniciones. Para entonces ya habían muerto unas trescientas setenta personas entre civiles y militares y casi novecientas estaban heridas. Ante el temor de que el conflicto político degenerase en una guerra civil, el Gobierno de Wojciechowski y Witos dimitió. El gabinete temía que bien Alemania o la URSS utilizasen el enfrentamiento para invadir el país, o que fuese causa de revuelta entre las minorías.
De inmediato se formó un nuevo Consejo de Ministros con Kazimierz Bartel al frente y Piłsudski como «ministro de Asuntos Militares». El 31 de mayo se ofreció la presidencia de Polonia a Piłsudski, pero este cedió el cargo a Ignacy Mościcki, un leal partidario suyo.

## Consecuencias
El mariscal Piłsudski había ganado más poder efectivo del que correspondía a su cargo ministerial, y durante los años siguientes fue el dictador de facto de Polonia, iniciando el régimen Sanacja que perduraría hasta la invasión alemana de 1939, cuatro años después de la muerte del mariscal. Aun así, los cargos oficiales de Piłsudski solo fueron de ministro de Defensa o inspector general de las Fuerzas Armadas, lo que no le impidió seguir ejerciendo influencia política decisiva entre bastidores.
Piłsudski evitó, para desilusión de sus partidarios de izquierda, que el golpe se transformase en una revolución política o social, pero fue un hecho de importancia crucial en la historia política polaca de entreguerras, que marcó además el fracaso del sistema democrático parlamentario en Europa del Este; los países de esta zona, a excepción de la Primera República Checoslovaca, sucumbieron pronto a sistemas dictatoriales. Asimismo la división entre partidarios y opositores al golpe del mariscal marcó profundamente la política polaca.
En el Ejército, el grupo de oficiales de origen austrohúngaro, generalmente de inclinación conservadora y hostiles a Piłsudski, que se había opuesto al golpe del mariscal, quedó relegado a un segundo plano. La misión militar francesa, que había llegado al país tras la guerra mundial para dar cohesión al nuevo Ejército y había favorecido a algunos oficiales hostiles al mariscal, se retiró poco después del golpe de Estado.